# Mitralieră PK
Mitraliera PK (rusă Пулемёт Калашникова (ПК)) este o mitralieră de uz general, de calibrul 7,62 mm, proiectată în Uniunea Sovietică și aflată încă în producție în Rusia. Echivalentul său NATO sunt mitralierele FN MAG, UKM-2000, MG3, și M60. Mitraliera a fost proiectată de Mihail Kalașnikov în anii 1960 și a înlocuit mitralierele SG-43 Goryunov (SGM) și RPD. Mitraliera PK se află și în prezent în dotarea armatei ruse și a fost exportată pe scară largă. Mitraliera este produsă și în România de către SC Fabrica de Arme Cugir SA, subsidiară a companiei națioanale ROMARM, sub denumirea M Md. 1966 (Mitralieră calibrul 7,62 mm Model 1966).

## Prezentare generală

### Descriere
Mitraliera PK (Пулемёт Калашникова: Pulemyot Kalashnikova, adică „mitraliera Kalașnikov”) a fost o dezvoltare a automatului creat de Mihail Kalașnikov. Arma folosea cartușul 7.62x54mmR, fiind o mitralieră de uz general. Mitraliera PK poate fi folosită și ca armă antiaeriană ușoară. Alimentarea este caracteristică armelor sovietice, din dreapta, în timp ce evacuarea tuburilor goale se face prin stânga, invers ca la armele vestice.
Mitraliera PK a fost introdusă în dotarea armatei sovietice în anul 1961, iar varianta modernizată PKM în anul 1969.

### Componente
Mitraliera PK este alcătuită din următoarele componente:
1. Țeavă
2. Cutia mecanismelor cu capacul, baza alimentatorului și pat
3. Portînchizător cu extractor de cartușe și piston
4. Închizător
5. Arc recuperator cu tijă de ghidare
6. Tub de ghidare a pistonului și crăcan
7. Mecanismul de dare a focului
8. Cutia port-bandă
9. Afet

## Variante
- PK - modelul inițial din 1961.

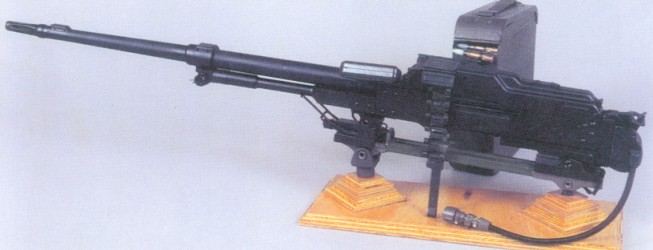
Varianta PKT pentru vehicule blindate.

- PKM - variantă modernizată fabricată din 1969.
- PKMS - variantă montată pe trepied cu o greutate de 12 kilograme.
- PKMSN - o variantă specializată pentru luptele pe timp de noapte.
- PKT - model adaptat pentru a fi folosit de către vehiculele blindate.
- PK Pecheneg - varianta pușcă-mitralieră a PK.

### Variante fabricate în alte țări
- PKM-NATO și UKM-2000 - variante poloneze. Prototipul PKM-NATO a fost respins, însă UKM-2000 a intrat în dotarea armatei poloneze.
- Zastava M84/M86  - variantă sârbă a mitralierei PK/PKT.
- Norinco Tip 80 - copie fabricată de către China a mitralierei PKM/PKMS.
- Arsenal MG-1 și MG-1M - variante fabricate în Bulgaria ale mitralierei PKM.

## Utilizare
Mitraliera PK a fost folosită în aproape toate războaiele purtate de către țările fostului Tratat de la Varșovia, aliații Uniunii Sovietice și țările succesoare ale URSS. Printre conflicte se numără Războiul din Vietnam, Războiul Civil Cambodgian, Războiul de Iom Kipur, Războiul dintre Cambodgia și Vietnam, Războiul Sino-Vietnamez, Războiul Afgano-Sovietic, Războiul Iran-Irak, Primul Război Cecen, Al Doilea Război Cecen, Războiul din Golf, Războiul din Afganistan (2001-2021), Invazia Irakului din 2003, Ocuparea Irakului din 2003-2004, Disputa teritorială dintre Thailanda și Cambodgia, Războiul din Osetia de Sud (2008), Războiul sud-african de graniță, Războiul Civil Libian din 2011 și alte conflicte.

## Utilizatori

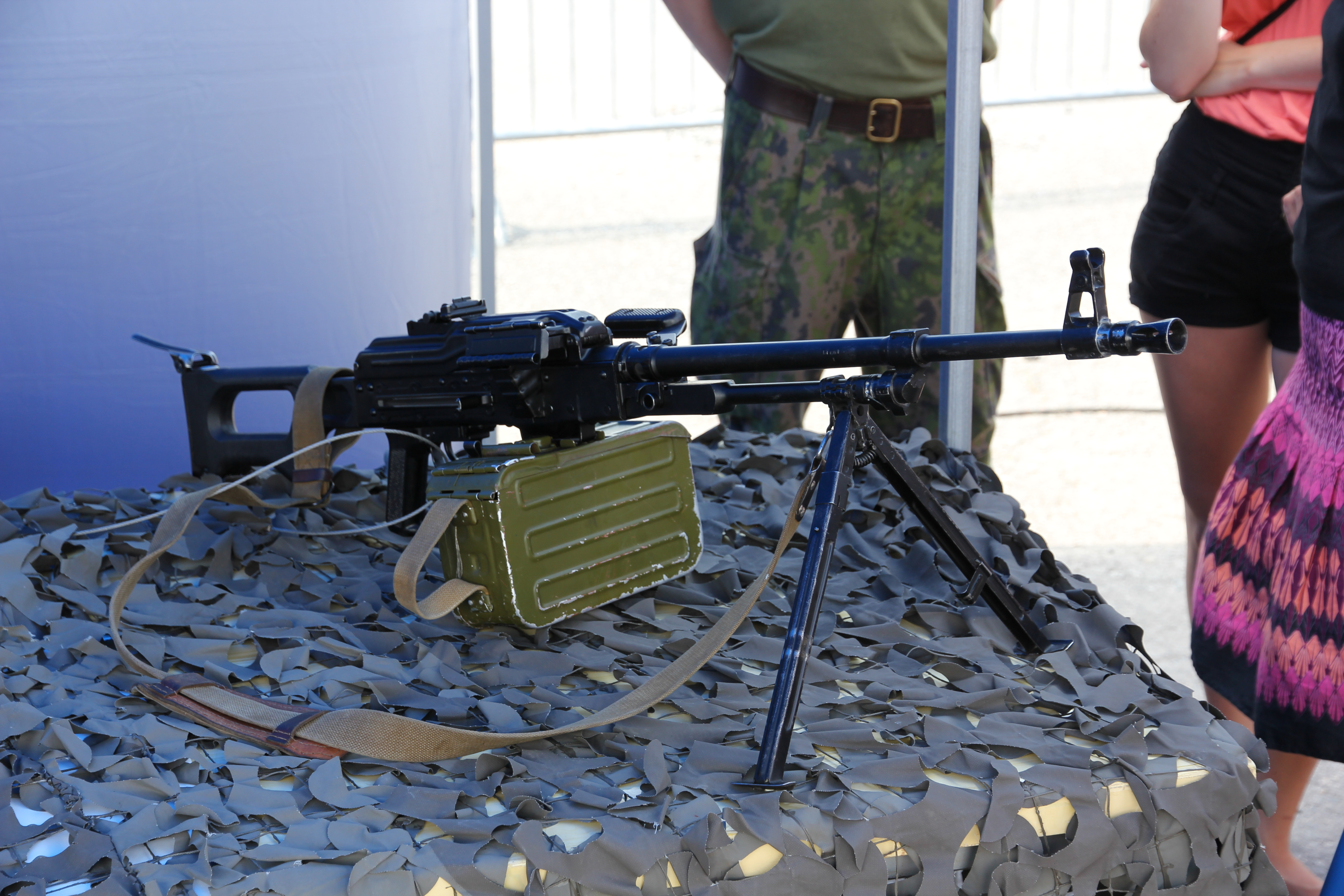
Mitralieră 7.62 KK PKM din dotarea armatei finlandeze.

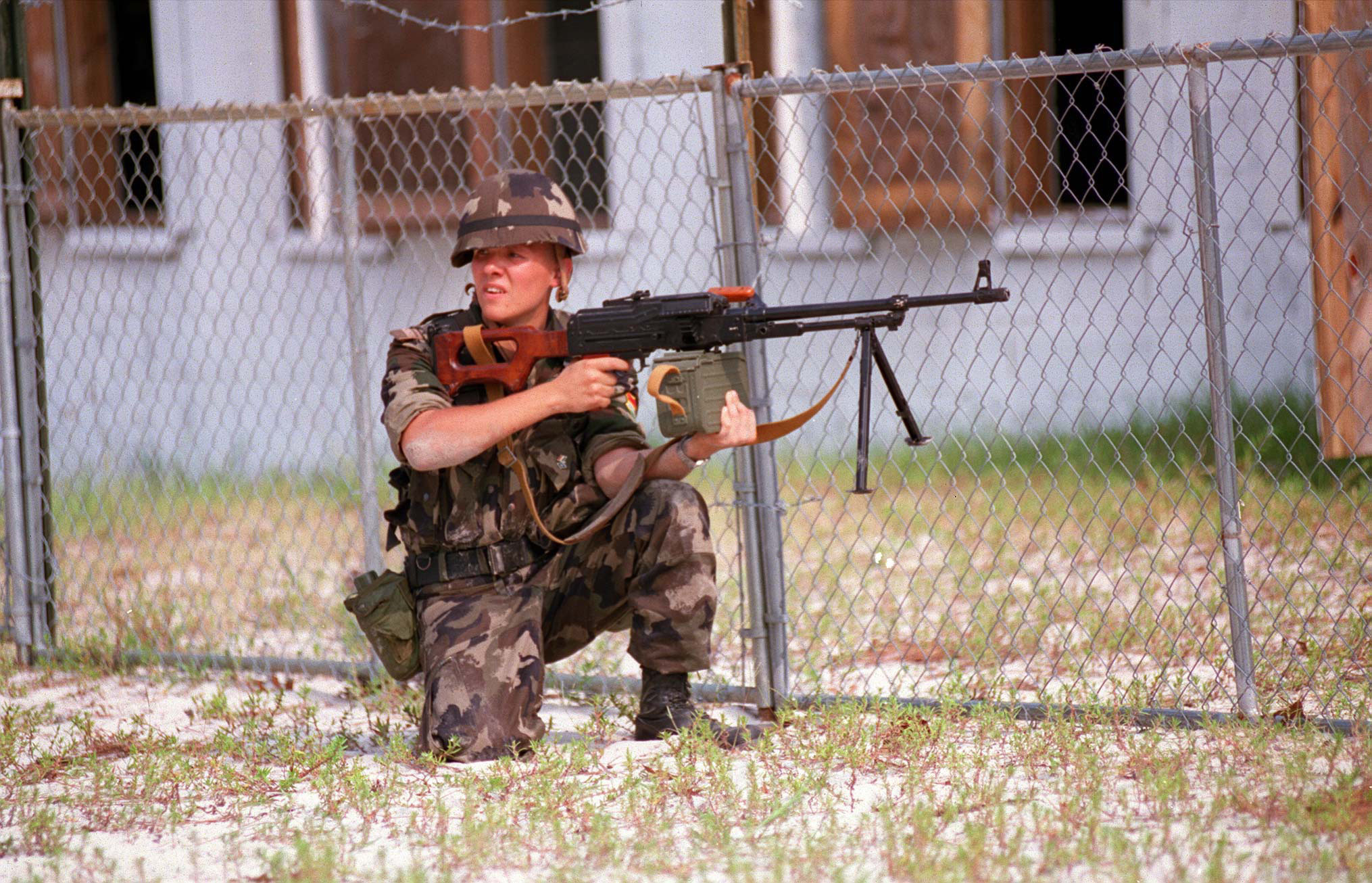
PK în dotarea armatei ungare.

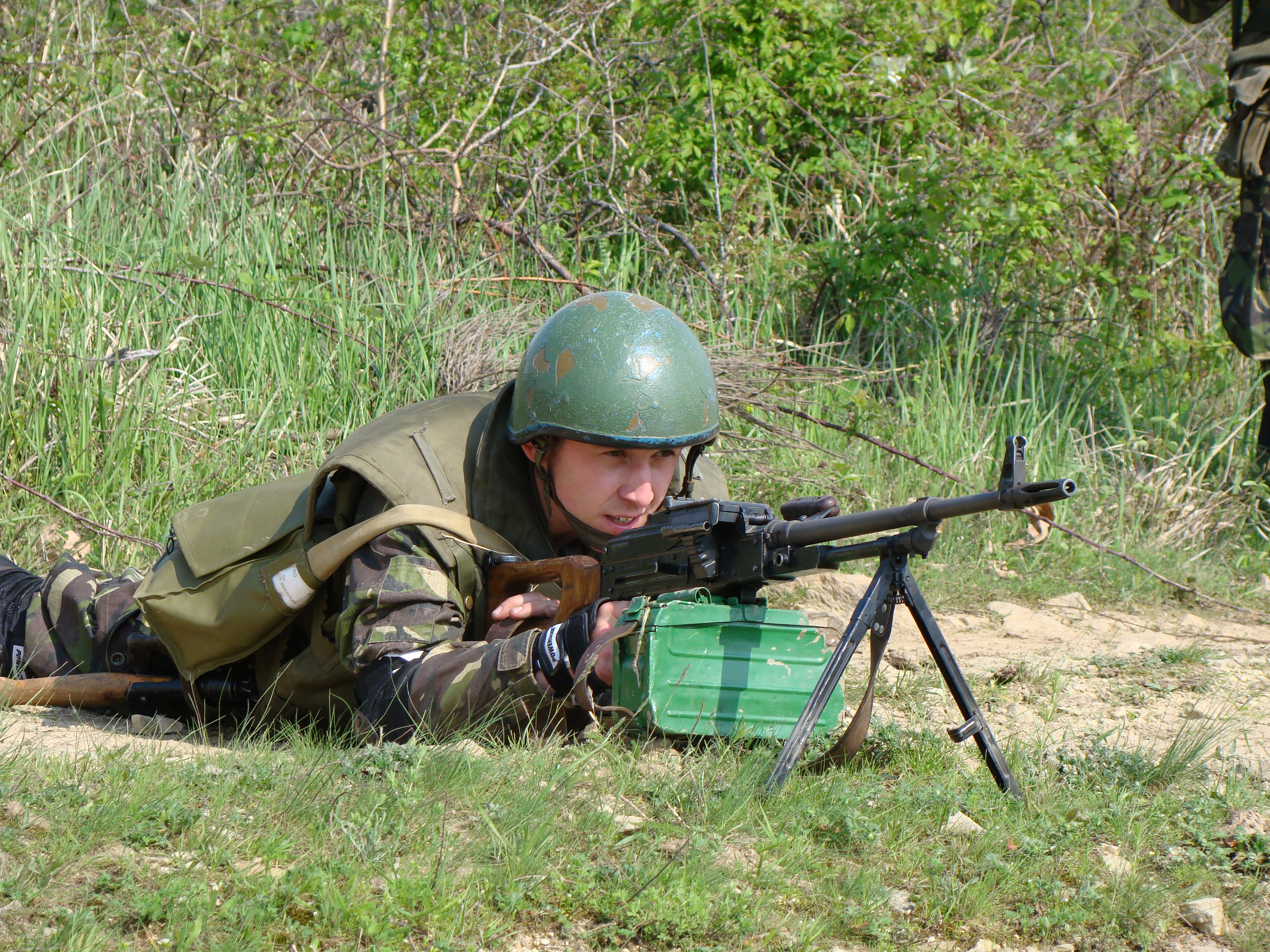
Mitraliera Md. 1966 din dotarea armatei române.

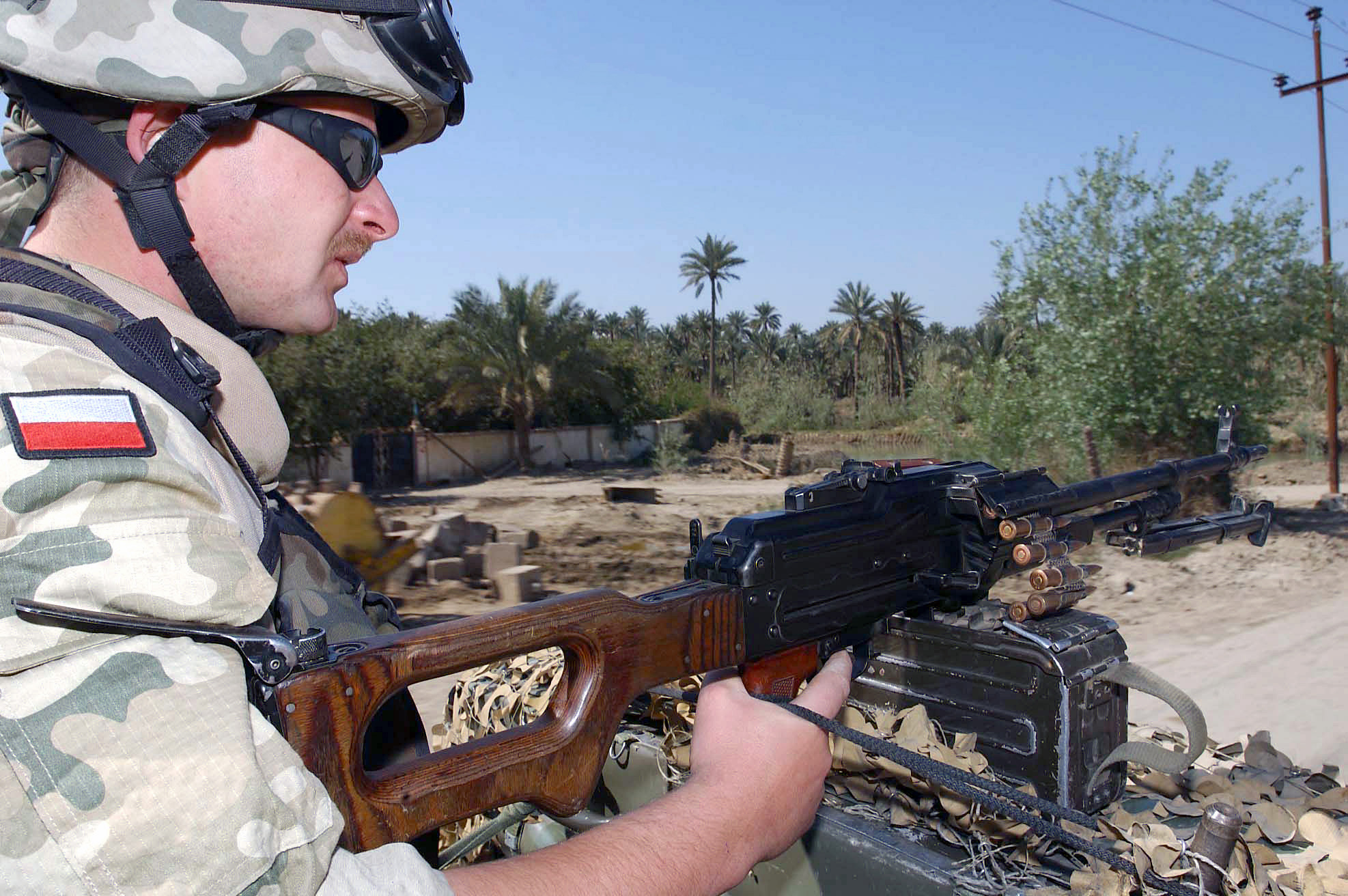
PKM din dotarea armatei poloneze.

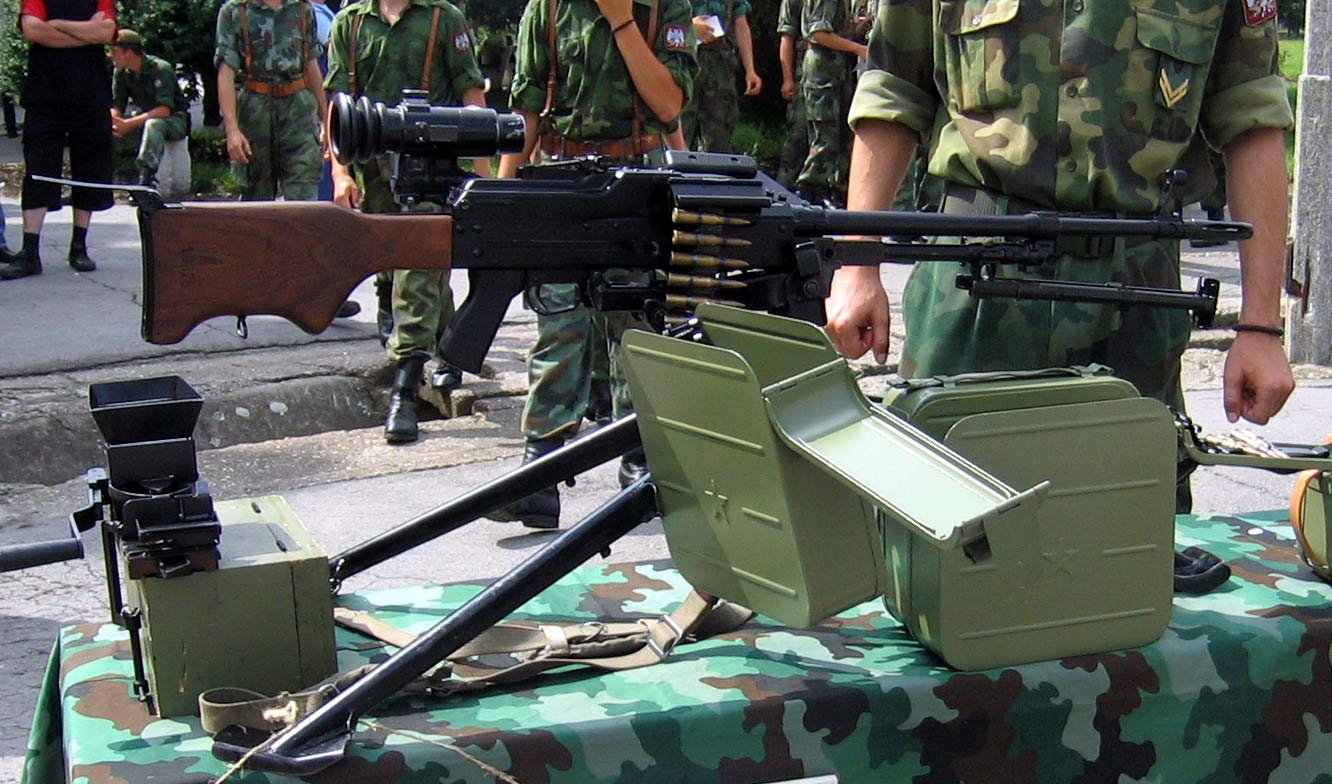
Modelul iugoslav Zastava M84

Următoarele țări au folosit sau folosesc mitraliera PK:
- Afganistan
- Armenia
- Azerbaidjan
- Belarus
- Bosnia și Herțegovina
- Bulgaria - a fabricat copii sub licență (Arsenal MG-1) și variante (MG-1M).
- Cambodia
- Capul Verde
- Ciad
- China - a fabricat copii sub licență (Tip 80) și variante.
- Croația
- Cuba
- Eritreea
- Estonia
- Finlanda - denumită 7.62 KK PKM.
- Georgia
- Guyana
- Guineea-Bissau
- Ungaria
- Iran
- Irak
- Kazahstan
- Kârgâzstan
- Laos
- Letonia
- Lituania
- Macedonia de Nord
- Mali
- Republica Moldova
- Mongolia
- Mozambic
- Coreea de Nord
- Polonia - a fabricat copii sub licență și variante (prototipul PKM-NATO și UKM-2000 în serie).
- România - a fabricat copii PK (M Md. 1966) și PKT (MMB, Mitralieră Mașină Blindată ) sub licență.
- Rusia
- São Tomé și Príncipe
- Serbia - a fabricat copii sub licență și variante.
- Uniunea Sovietică
- Siria
- Suedia - denumită Kulspruta 95.
- Tadjikistan
- Turkmenistan
- Uganda
- Ucraina
- Uzbekistan
- Vietnam
- Iugoslavia - a fabricat copii sub licență PK/PKS (M84) și PKT (M86).
- Zambia